# Orophea erythrocarpa
Orophea erythrocarpa är en kirimojaväxtart som beskrevs av Richard Henry Beddome. Orophea erythrocarpa ingår i släktet Orophea och familjen kirimojaväxter. Inga underarter finns listade i Catalogue of Life.